# Sokuri

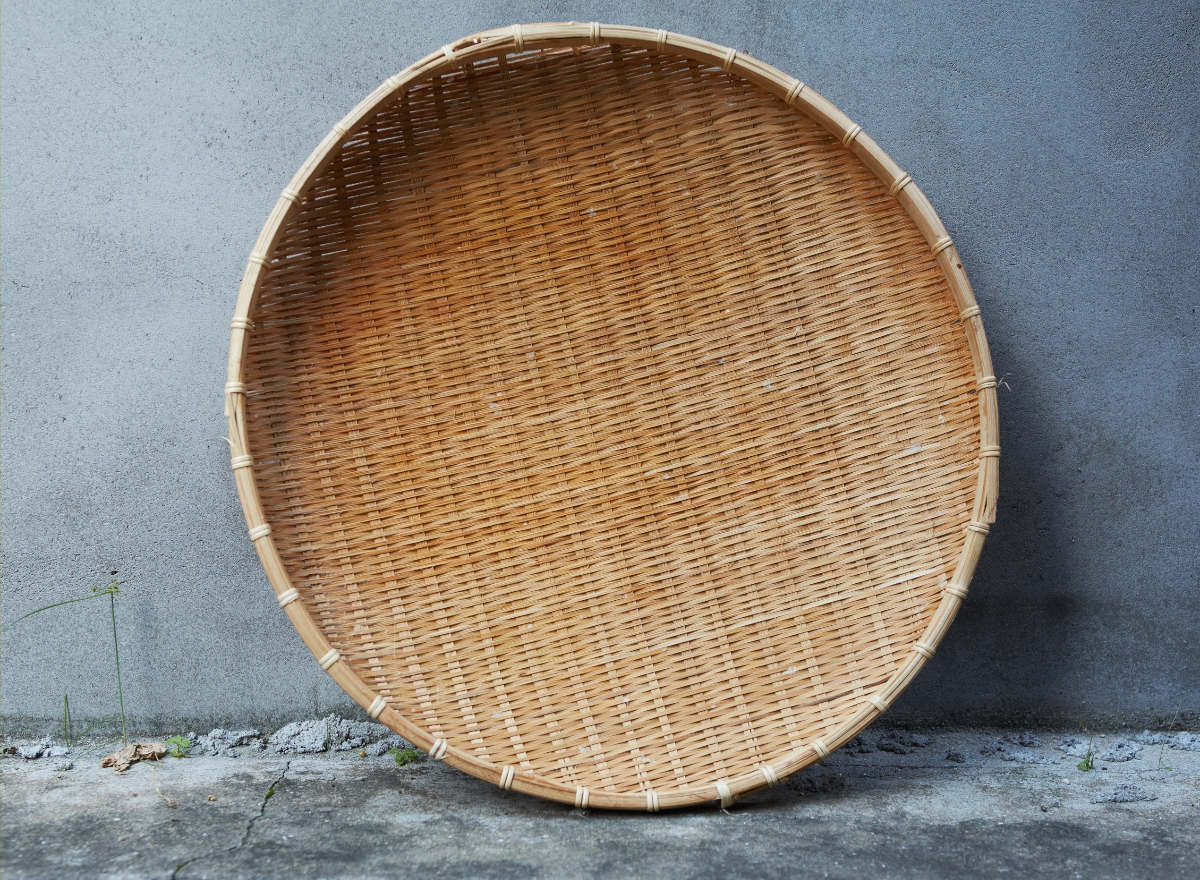
Cesta tejida sokuri

Sokuri (coreano: 소쿠리) es una cesta plana redonda con un pequeño reborde fabricada con bambú cortado en tiras muy delgadas y entretejido. Se utiliza para filtrar granos lavados, secar verduras, o escurrir frituras en Corea.
Mide entre 25 y 50 cm de diámetro, y tiene un borde de unos 2 a 4 cm de alto. 

## Galería

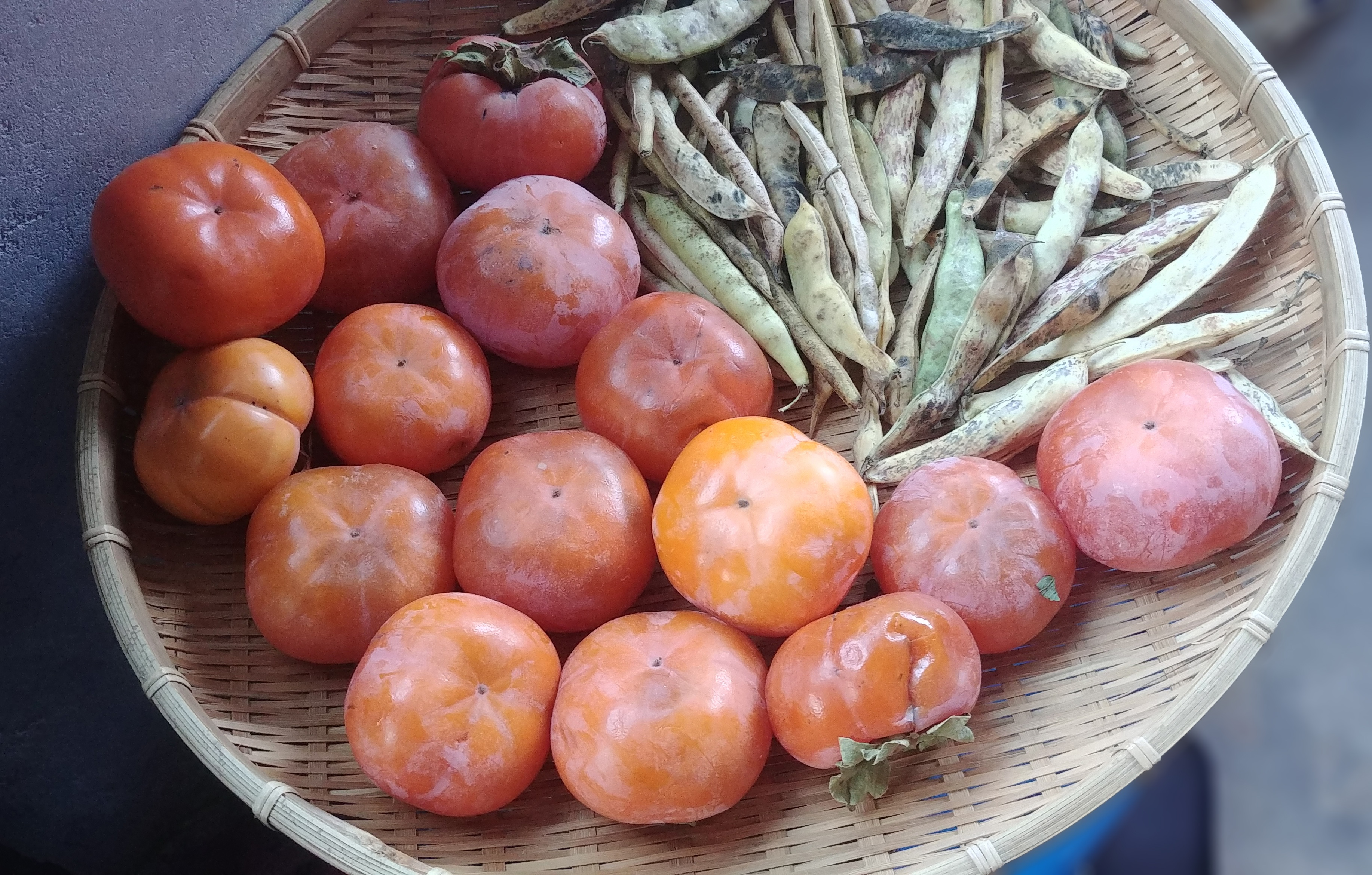
caqui y soja en sokuri
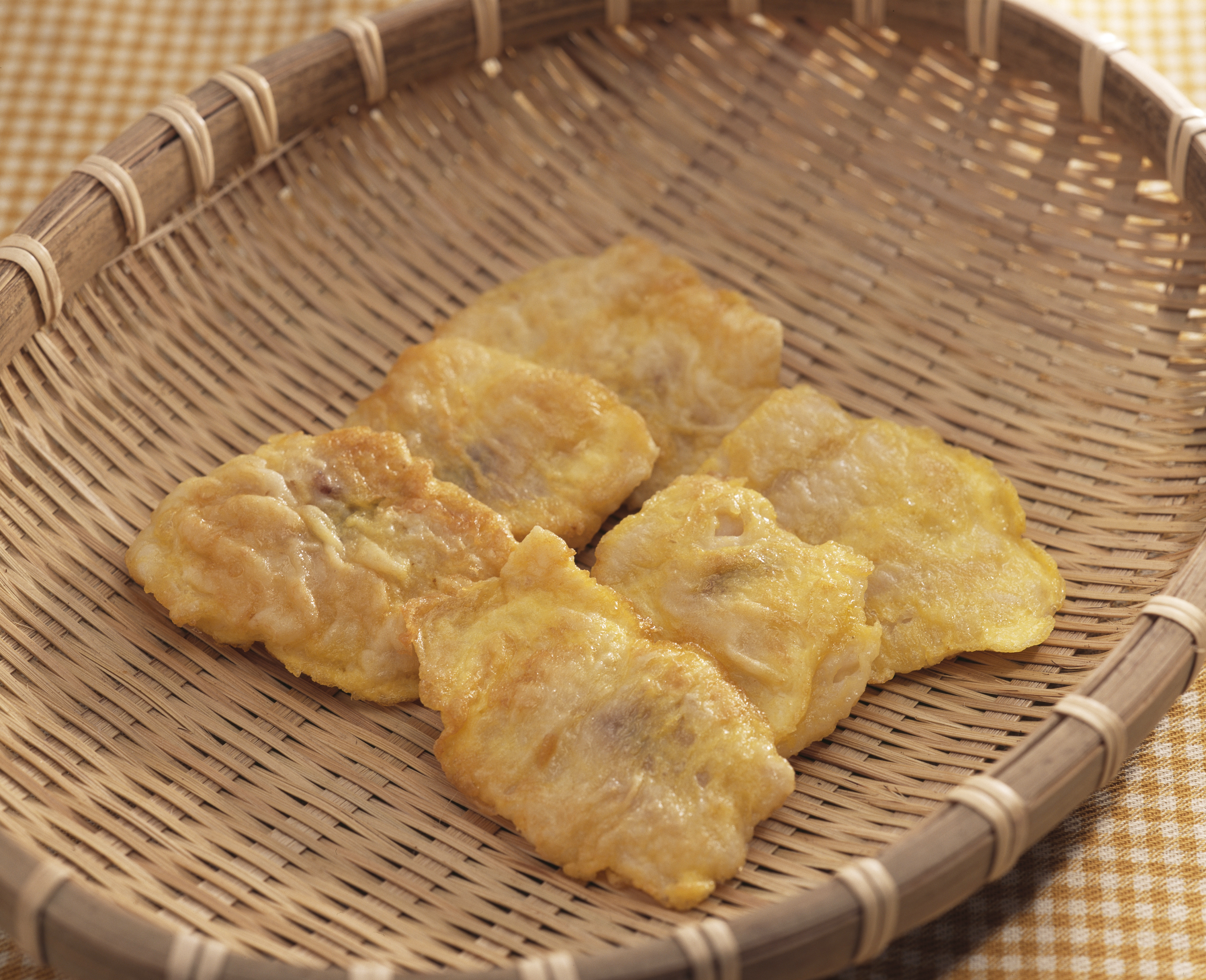
Dongtae-jeon em sokuri